# 柳卓のいんでないかい
『柳卓のいんでないかい！』（やなぎたくのいんでないかい）は、2014年3月31日から琉球放送運営のRBCiラジオで放送されているラジオ番組である（柳卓の冠番組）。

## 概要
元同局アナウンサーの柳卓がパーソナリティを務めている平日夜の番組で、2023年3月30日までは毎週月曜 - 木曜 20:00 - 23:00（日本標準時）に生放送されていたが、4月3日からは毎週月曜 - 水曜 20:00 - 21:00（日本標準時）の収録放送に変更されている。
番組タイトルの『いんでないかい』は、柳の出身地である北海道弁で『いいんじゃない』を意味する。
聴取ターゲットは主に団塊の世代以上の年代であるため、リクエスト曲も主に戦後から1980年代にかけての懐メロや演歌系・ムード歌謡の曲を中心に取り上げている。そのため、各曜日それぞれに決まったテーマでリクエスト曲を受け付けている。
- （月）ナツメロ一直線の月曜日
- （火）何じゃ歌謡愛好会の火曜日
  - （旧:歌謡曲で遊んじゃおの火曜日）
- （水）昭和歌謡の水曜日
  - （かつての木）特集!歌謡曲の木曜日
  - （かつての金）名曲発掘委員会の金曜日

放送時間が移動した2021年4月以降の同時間での聴取ターゲット番組は、2020年3月まで放送した「団塊花盛り!」→「プライムエイジ・アワー」以来である。また、柳自身が同時間で担当するのは、2013年3月で降板した「団塊花盛り!」（当時は金曜のみの担当）以来となる。
2021年度・2022年度の秋冬季番組編成（ナイターオフ編成）では、21:15から東京文化放送制作の全国ネット番組『ココロのオンガク 〜music for you〜』が内包されていた（ただし、radikoでは単独番組扱い）。なお、2020年度秋冬季編成では『ココロのオンガク』を単独番組として編成したため、放送時間も19:30〜21:15までの時期もあった。この名残から、現在でも秋冬季は21:15で一旦中断するよう番組を区切っていたため、radikoでも秋冬季編成では21:15までの前半と21:30からの後半に番組は分かれていた（金曜の『菊地志乃のVilla de Weekend』も同様に21:15で一旦番組を区切っている）。
なお生放送時代、RBCiラジオでは不定期で行われる各生ワイド番組共通企画『まるごと1日◯◯スペシャル』があるが、当番組と金曜日の同時間帯の番組に関しては、夜遅い時間帯の生放送であることや聴取ターゲットが限られるなどの理由で共通企画の対象外となっていたケースが多いが、敬老の日など特定日に共通企画がある場合は当番組も参加することがあった。なお、番組開始から2020年3月までは番組自体が17:00開始だったため、他の対象番組同様共通企画に参加していた。
また、柳とRBCと沖縄ツーリストが共同企画し、1982年から2023年までの各2月中旬に実施した「白い北海道ツアー」催行中は、 下記のRBC所属の現役もしくはOBのアナウンサー(★)またはADが代理で番組を担当した。
- 土方浄★（キャリアスタッフ）
- 小山康昭★
- 箕田和男★
- 比嘉京子★
- 高橋勝也（番組AD、ラジオ・ディスコDJ）

なお、柳が北海道ツアーに同行中の途中に、阿寒湖の氷上から北海道放送（HBCラジオ）の技術協力と裏送りによる沖縄ローカルの特別番組『白い北海道ツアー生中継! 氷の上からおばんです!』を設け、ツアーの様子を生放送で伝えた。

## 放送時間
- 2023年4月3日 - 現在
  - 月曜 - 水曜 20:00 - 21:00

過去の放送時間
- 2014年3月31日 - 2014年9月・2015年4月 - 2015年9月
  - 月曜 - 金曜（第1部）17:00 - 17:25／（第2部）月曜・金曜 18:30 - 20:00、火曜 - 木曜 18:30 - 19:00
- 2014年10月 - 2015年3月・2015年10月 - 2016年3月
  - 月曜 - 金曜（第1部）月曜・木曜・金曜 17:00 - 17:25、火曜・水曜 17:00 - 17:30／（第2部）月曜 - 金曜 18:30 - 20:00
- 2016年4月 - 2016年9月・2017年4月 - 2017年9月
  - 月曜 - 金曜（第1部）月曜・木曜・金曜 17:00 - 17:25、火曜・水曜 17:00 - 17:30／（第2部）月曜 18:30 - 20:00、火曜 18:30 - 19:00、水 - 金曜 18:30 - 21:00
- 2016年10月 - 2017年3月・2017年10月 - 2018年3月
  - 月曜 - 金曜（第1部）月曜・木曜・金曜 17:00 - 17:25、火曜・水曜 17:00 - 17:30／（第2部）月曜 18:30 - 20:00、火曜 - 金曜 18:30 - 21:00
- 2018年4月 - 2019年3月
  - 月曜 - 金曜（第1部）月曜・木曜・金曜 17:00 - 17:25、火曜・水曜 17:00 - 17:30／（第2部）月曜 18:30 - 20:00、火曜 - 金曜 18:30 - 21:00
- 2019年4月 - 2020年3月
  - 月曜 - 金曜（第1部）月曜・木曜・金曜 17:00 - 17:25、火曜・水曜 17:00 - 17:30／（第2部）月曜 18:30 - 20:00、火曜 - 金曜 18:30 - 21:00
- 2020年4月 - 2021年3月26日
  - 月曜 - 金曜 19:30 - 21:30
- 2021年3月29日 - 2023年3月30日
  - 月曜 - 木曜 20:00 - 23:00